# エスカパレード
『エスカパレード』は、2018年4月11日にラストラム・ミュージックエンタテインメントから発売された、日本のバンド・Official髭男dismの1枚目のフルアルバム。

## 概要
『レポート』より約1年ぶりのアルバムで、バンド初のフルアルバム。1枚目のシングル『ノーダウト』と同時発売となったが、本作はインディーズからの発売で、『ノーダウト』はメジャーからの発売となっている。初回限定盤のDVDには2017年開催されたワンマンツアーファイナルのライブ映像を10曲収録。
| 規格       | 規格品番  |
| ---------- | --------- |
| 初回限定盤 | LACD-0292 |
| 通常盤     | LACD-0293 |

## 収録曲

### CD
| 全作詞・作曲: 藤原聡。 |                                    |        |            |                                          |      |
| #                      | タイトル                           | 作詞   | 作曲・編曲 | 編曲                                     | 時間 |
| 1.                     | 「115万キロのフィルム」            | 藤原聡 | 藤原聡     | Official髭男dism                         | 5:25 |
| 2.                     | 「ノーダウト」                     | 藤原聡 | 藤原聡     | Official髭男dism                         | 3:23 |
| 3.                     | 「ESCAPADE」                       | 藤原聡 | 藤原聡     | CHRYSANTHEMUM BRIDGE                     | 4:23 |
| 4.                     | 「LADY」                           | 藤原聡 | 藤原聡     | Official髭男dism                         | 4:42 |
| 5.                     | 「たかがアイラブユー」             | 藤原聡 | 藤原聡     | Official髭男dism                         | 4:32 |
| 6.                     | 「されど日々は」                   | 藤原聡 | 藤原聡     | Official髭男dism                         | 4:35 |
| 7.                     | 「可能性 (prod.Masayoshi Iimori)」 | 藤原聡 | 藤原聡     | 藤原聡 , Masayoshi Iimori (TREKKIE TRAX) | 3:41 |
| 8.                     | 「Tell Me Baby」                   | 藤原聡 | 藤原聡     | Official髭男dism                         | 4:42 |
| 9.                     | 「Second LINE」                    | 藤原聡 | 藤原聡     | Official髭男dism                         | 4:28 |
| 10.                    | 「Driver」                         | 藤原聡 | 藤原聡     | Official髭男dism                         | 4:48 |
| 11.                    | 「相思相愛」                       | 藤原聡 | 藤原聡     | Official髭男dism                         | 5:53 |
| 12.                    | 「ブラザーズ」                     | 藤原聡 | 藤原聡     | Official髭男dism                         | 3:58 |
| 13.                    | 「発明家」                         | 藤原聡 | 藤原聡     | Official髭男dism                         | 4:35 |

### DVD
※初回限定盤のみ
- Official髭男dism「one-man tour 2017 -winter-」- selected from 2017.12.08 マイナビBLITZ赤坂 -

| #   | タイトル               | 作詞 | 作曲・編曲 |
| --- | ---------------------- | ---- | ---------- |
| 1.  | 「恋の前ならえ」       |      |            |
| 2.  | 「ブラザーズ」         |      |            |
| 3.  | 「夕暮れ沿い」         |      |            |
| 4.  | 「LADY」               |      |            |
| 5.  | 「Tell Me Baby」       |      |            |
| 6.  | 「日曜日のラブレター」 |      |            |
| 7.  | 「コーヒーとシロップ」 |      |            |
| 8.  | 「異端なスター」       |      |            |
| 9.  | 「SWEET TWEET」        |      |            |
| 10. | 「Rolling」            |      |            |

## 楽曲解説
1. 115万キロのフィルム
ローム『electric landscape』編 CMソング[12][13]。
映画「思い、思われ、ふり、ふられ」主題歌[14]。
2018年3月16日に先行配信がされていた楽曲。
2. ノーダウト
フジテレビ系 月9ドラマ「コンフィデンスマンJP」主題歌[15]。
本作と同日に発売された1stシングルの表題曲。
3. ESCAPADE
本作の表題曲[注釈 1]。SEKAI NO OWARIなどの楽曲を多く手掛けるCHRYSANTHEMUM BRIDGEがアレンジを手掛けている。
アルバムコンセプトを一番体現している楽曲であり、「しがらみの多い現代でも生きたいように生きることを大事にしてほしいというマインドで全13曲を作った」という想いの込もった楽曲[16]。
2019年9月2日付のBillboard Japan Streaming Songsで最高位である45位をマークし[9]、同チャートに合計32週間チャートインした。
4. LADY
1st配信限定EPの表題曲。
5. たかがアイラブユー
2018年9月3日にライブビデオが公開されている[注釈 2]。
打ち込み主体のシンセポップナンバー。ボーカルにエフェクトがかけられるなどの趣向がなされている楽曲。
6. されど日々は
Vo.藤原が生まれつき持っていた石灰がちょっとした炎症を起こしたことによる手術をした際に「いつかは身体って壊れちゃうんだよな……」と感じたことによって作られた歌。インタビューにて藤原は「この歌だけは、聴いてくれた人にどうこうしてほしいとかではなくて、他の収録曲とはちょっと違うんです。たとえば＜昨日から続く両足の痛みを笑ってられるのは　壊れて元通りになることを知ってるから＞ってフレーズは、逆に言えば「なかには治らないって思っちゃうような痛みもあるよな」ってことで。それは身体も心も一緒だし、怖いことだよなぁって。そんなふうに「僕はこう思いました」って歌なんです。」と語っている[16]。
7. 可能性 (prod.Masayoshi Iimori)
8. Tell Me Baby
1st配信限定シングルの表題1曲目、1st配信限定EPの3曲目。
9. Second LINE
ミニアルバム『MAN IN THE MIRROR』に収録されている楽曲「コーヒーとシロップ」を世界観がつながっている楽曲であり、「コーヒーとシロップ」の主人公である「君」からのSOSを受けて、駆けつけてゆく「僕」の心情が描かれている[注釈 3]。タイトルには「普通に“LINE”でやりとりをしていたけど、そのLINEの裏にある透明なメッセージ、第二のメッセージ＝「Second LINE」に気づいたよ」という意味が込められている[16]。
タイトルになぞらえ、イントロなどでセカンドラインのビートが使用されている。
10. Driver
メ〜テレ 情報番組「デルサタ」テーマソング[17]。
1st配信限定EPの2曲目。
11. 相思相愛
「相思相愛」というタイトルにあるような幸せなラブソングではなく、恋人との別れを歌った楽曲である。
12. ブラザーズ
1st配信限定シングルの表題2曲目、1st配信限定EPの4曲目。
13. 発明家
2018年3月16日に先行配信がされていた。
いろんな人が思う“グッドメロディ”の定義やヒット曲の定義を聞き、「本当に自分がやりたいことって何なんだ？」と考えている中で生まれた楽曲。
藤原は複数のインタビューの中で、本楽曲がアルバムの中で一番の思い入れのある楽曲であると語っている。「過去の大発明家だって、うじうじ悩んだり、どうしようもない日だってあったわけで、そういう日々を乗り越えていい未来を手繰り寄せていく、人はみんなそれをやりながら生きていると思うんですよね。これを聴いたあとにみんなの新しい人生が始まっていく、アルバムの最後に背中を押せる曲として、この曲ができたのは必然だったと思います。」と語っている[16]。
また、藤原は『Official髭男dism special〜永遠のTraveler〜』の中で、転調を重ねる曲の構成は、スキマスイッチの「ボクノート」の影響を受けていることを明かしている。

## 演奏
- 藤原聡：Vocal, Piano, Programming (1.2.4.5.6.8-13)
- 小笹大輔：Guitar, Chorus
- 楢﨑誠：Bass, Chorus, Baritone Sax (2.12), Tenor Sax (2,3), Alto Sax (13), Venova (9)
- 松浦匡希：Drums, Chorus
- 湯本淳希：Trumpet, Trombone (13)
- 井上うに、Official髭男dism：Percussion (2)